# Leptotes cassioides
Leptotes cassioides är en fjärilsart som beskrevs av Jean-Baptiste Capronnier 1889. Leptotes cassioides ingår i släktet Leptotes och familjen juvelvingar. Inga underarter finns listade i Catalogue of Life.